# 馬爾科·久里欽
馬爾科·久里欽（德語：Marco Djuricin；1992年12月12日—）是一位奧地利足球運動員，在場上的位置是前鋒。現效力於奧地利足球甲級聯賽球隊奧地利維也納。他也代表奧地利國家足球隊參賽。